# 美祢インターチェンジ
美祢インターチェンジ（みねインターチェンジ）は、山口県美祢市の中国自動車道のインターチェンジである。

## 概要
美祢市、秋吉台方面のほか、長門市への玄関口のインターチェンジである。小郡萩道路ができるまでは九州方面から萩市への最寄りインターチェンジでもあった。中国道は当インターチェンジから西側、伊佐PAまでの区間で宇部伊佐専用道路（旧宇部興産専用道路）と併走する。
構造は中国道側のみトランペット型で、国道435号側とは平面交差する形状として設計され、面積は4万6千平方メートル、工費は3億8900万円を要した。面積、工費とも小郡IC - 下関IC間の中国道では最もコンパクトなインターチェンジである。

## 道路
- E2A 中国自動車道（35番）

## 接続する道路
- 国道435号
- 付近に山口県道230号伊佐吉部山口線が通る（ランプに平行し直接接続はしていない）

## 周辺
- 秋吉台
- 秋芳洞
- UBE三菱セメント伊佐セメント工場

## バス停留所
料金所外側（国道側）に中国道のバス停留所がある。停留所設備は高速道路外に設けられており、停車するバスはいったん料金所を出て客扱いを行う形になる。
停車する路線は、2009年（平成21年）4月24日より停車を開始した「福岡・防府・周南ライナー」（防長交通）のみである。福岡行きは乗車・福岡発は降車のみであり、福岡方面との間のみ利用可能である。かつては夜行高速バス「ふくふく東京号」も停車したが、山陽自動車道宇部下関線の開通を契機に宇部経由に変更された（その後、路線自体が廃止）。
一般路線バスの最寄り停留所は、国道435号上にある美祢市コミュニティバス「あんもないと号」（船鉄バス）「相川」バス停である。

## 料金所
- レーン数：7

### 入口
- レーン数：3
  - ETC専用：1
  - 一般：2

### 出口
- レーン数：4
  - ETC専用：1
  - 一般：3

## 隣
E2A 中国自動車道
(34/34-1)小郡IC/JCT - (SA)美東SA - (BS)真名BS - (34-2)美祢東JCT - (35)美祢IC/BS - (PA)伊佐PA - (35-1)美祢西IC/BS